# لورپاک
لورپاک (انگلیسی: Lurpak) شرکت صنایع غذایی دانمارکی است، که در سال ۱۹۰۱ تأسیس شد.